# 陳靖允
陳靖允（英語：Siana Chan Ching Wan，1963年9月14日—），原名陳迪華，香港歌手、演員及配音員。

## 經歷
陳靖允自小在美國接受教育，十五歲開始隨著名演員尤伯連納參與百老匯舞台劇演出，後考入美國大學演藝學院。1986年，當時是大二學生的陳靖允回到香港，因參加亞視舉辦的《未來偶像爭霸戰》。同屆參賽者包括張立基、黃敏華等。同年簽約加入亞洲電視，曾主持音樂節目及旅遊節目。
1989年林百欣入主亞視後，陳靖允亦開始頻繁在多部電視劇中亮相。陳靖允在亞視期間所飾演的角色甚為豐富，既有《金鳳凰》忠勇，溫柔的夏侯紫英，《皇家檔案之風之歌》中的癡情風塵女子，亦有《洪熙官》中俠義肝膽的女俠苗翠花，以及《僵尸道長II》中霸氣十足的慈禧太后，《英雄廣東十虎》中賢良溫柔的黃師母等。雖然因環境的影響，其最終未能因這些角色大紅大紫，但亦因其多變的戲路及不俗的演技，擁有不少來自香港和中國大陸的影迷。同時，陳靖允也為多部電視劇主唱主題曲和插曲。
2006年以後，陳靖允離開亞視，結束她與電視台多年的賓主關係。離開電視圈的陳靖允活躍于參與公益活動，以及舞台劇演出，也兼任自由身配音員。

## 感情生活
陳靖允早期和亞視男演員及主持林祖輝談戀愛，分手後與當時在台灣發展的香港演員顧冠忠交往。2012年，陳靖允和顧冠忠結束長達15年的愛情長跑，正式舉行結婚儀式。

## 參與演出

### 電視劇（亞洲電視）
- 2006年 香港奇案實錄之雨夜狂屠 飾 李美玲
- 2005年 美麗傳說2星願
- 2005年 危險人物之八仙飯店情殺案 飾 王海妻
- 2002年 法內情2002 飾 忻女友
- 2002年 異世驚情夢 飾 丁美珊
- 2001年 祖先開眼 飾 黃鳳玲
- 2000年 曲終情未了 飾 歌手
- 1999年 海瑞鬥嚴嵩 飾 嚴妃
- 1999年 英雄之廣東十虎 飾 黃麒英妻
- 1999年 縱橫四海 飾 朱太
- 1999年 非常女警 飾 胡美蘭
- 1998年 曲終情未了 飾 歌手
- 1997年 計中計狀元才
- 1997年 流氓·律師 飾 蘇媚
- 1997年 97變色龍 飾 修女
- 1996年 真相之暗殺風暴
- 1996年 坊間傳奇之玉葵寶扇
- 1996年 坊間傳奇之花蕊夫人
- 1996年 誰是兇手之姦情 飾 何惠芳
- 1996年 僵尸道長II之鬼太后 飾 慈禧太后
- 1996年 再見豔陽天 飾 十姐
- 1996年 飄零燕
- 1996年 我和春天有個約會 飾 陳玉潔∕陳婉碧
- 1995年 有房出租之前世今生
- 1995年 僵尸道長 飾 小蓮
- 1995年 包青天之秋之武 飾 于霜
- 1995年 包青天之殺母狀元 飾 金花
- 1995年 法外英雄
- 1995年 一屋兩鬼三人行
- 1995年 美夢成真
- 1994年 碧血青天楊家將 飾 沅蘿公主
- 1994年 洪熙官 飾 我苗翠花
- 1994年 岳飛傳之秦檜妻
- 1993年 皇家警察實錄之掃黃隊
- 1993年 新香港奇案
- 1992年 今裝戲寶之終歸有日龍穿鳳 飾 聶紫薇
- 1992年 雙雄會 飾 舞女
- 1992年 仙鶴神針 飾 雲羅公主
- 1992年 八婆會館 飾 邵李飛飛
- 1992年 摩登七十二家房客
- 1991年 四驅橋聖 飾 曾嘉玲
- 1991年 中華英雄之中華傲訣 飾 白蛇尊者
- 1990年 佳偶天成 飾 公司職員
- 1990年 玉梨魂
- 1990年 難兄難弟 飾 TINA
- 1990年 最佳才子 飾 唐氏五娘子
- 1989年 皇家檔案之風之歌 飾 Grace
- 1989年 夜琉璃之寫真女郎
- 1989年 仙鶴神針 飾 蕭天梅
- 1989年 上海風雲
- 1989年 安樂茶飯 飾 Deon
- 1988年 黑夜 飾 Moon
- 1988年 滿清十三皇朝II之乾隆 飾 令妃
- 1988年 錦衣衛 飾 王妃
- 1987年 大銅鑼
- 1987年 滿清十三皇朝之康熙 飾 康熙皇后
- 1987年 金鳳凰 飾 夏侯紫英
- 1987年 貂蟬 飾 小擐
- 1987年 母親 飾 洛家麗

### 電視節目（亞洲電視）
- 1989年 吳耀漢攪攪震
- 1990年 開心世界
- 1990年 開枱
- 1990年 冧莊
- 1991年 開心主流派1991
- 1991年 姐姐妹妹站起來
- 1992年 歷史也瘋狂
- 1993年 群星過世界
- 1996年 地鐵安全伴你行
- 1997年 星晨旅遊北京萬花筒
- 1998年 街道縱橫
- 1996-1998年 方太生活廣場
- 2013年 亞姐百人（嘉賓）

### 電視劇（中國大陸）
- 1999年 鏡花緣傳奇 （於2005年華娛衛視播出）飾 查蓬

## 配音作品
- 粗體表示者為作品中的主角或要角
- 首播年份以陳靖允配演的角色首次出場的日子為依歸
- 已知於片中有演唱的角色在角色名後會加上♪符號

### 電視動畫／OVA
| 首播年份 | 作品名稱 | 配演角色 | 備註       |
| -------- | -------- | -------- | ---------- |
| 2004     | 網球王子 | 越前龍馬 | 有線／亞視 |

### 劇場版／動畫電影
| 首播年份 | 作品名稱   | 配演角色             | 備註 |
| -------- | ---------- | -------------------- | ---- |
| 1997     | 小姐與流氓 | 有待確認             |      |
| 2000     | 恐龍世紀   | 莉華                 |      |
| 2002     | 千與千尋   | 荻野悠子（千尋媽媽） |      |
| 2004     | 至叻皇牛黨 | 安妮                 |      |
| 2016     | 海底奇兵2  | 有待確認             |      |

### 日劇
| 首播年份 | 劇集名稱   | 配演角色 | 角色演員 | 備註      |
| -------- | ---------- | -------- | -------- | --------- |
| 2017     | 犯罪症候群 | 磯村咲子 | 美村里江 | Now劇集台 |

### 韩劇
| 首播年份 | 劇集名稱     | 配演角色 | 角色演員 | 備註       |
| -------- | ------------ | -------- | -------- | ---------- |
| 2011     | 白色謊言     |          |          | 無綫精選台 |
| 2011     | 人生真美麗   | 趙雅羅   | 張美姬   | 無綫精選台 |
| 2015     | 家族的秘密   | 高泰希   | 李壹花   | TVB韓劇台  |
| 2018     | 推理的女王   | 劉雪玉   | 崔江姬   | ViuTV      |
| 2018     | 推理的女王2  | 劉雪玉   | 崔江姬   | Now劇集台  |
| 2020     | Good Casting | 白讚美   | 崔江姬   | Now劇集台  |

### 電影
| 首播年份 | 作品名稱 | 配演角色 | 角色演員   | 備註   |
| -------- | -------- | -------- | ---------- | ------ |
| 2015     | 逆天潛能 | 簡瑪莎   | Anna Friel | 明珠台 |

## 外部連結
- 陳靖允新浪微博 （页面存档备份，存于）
- 陳靖允新浪博客 （页面存档备份，存于）
- 陳靖允的Facebook賬戶 （页面存档备份，存于）